# Albert Lemaître (pilote)
Pour les articles homonymes, voir Albert Lemaître (homonymie) et Lemaître.

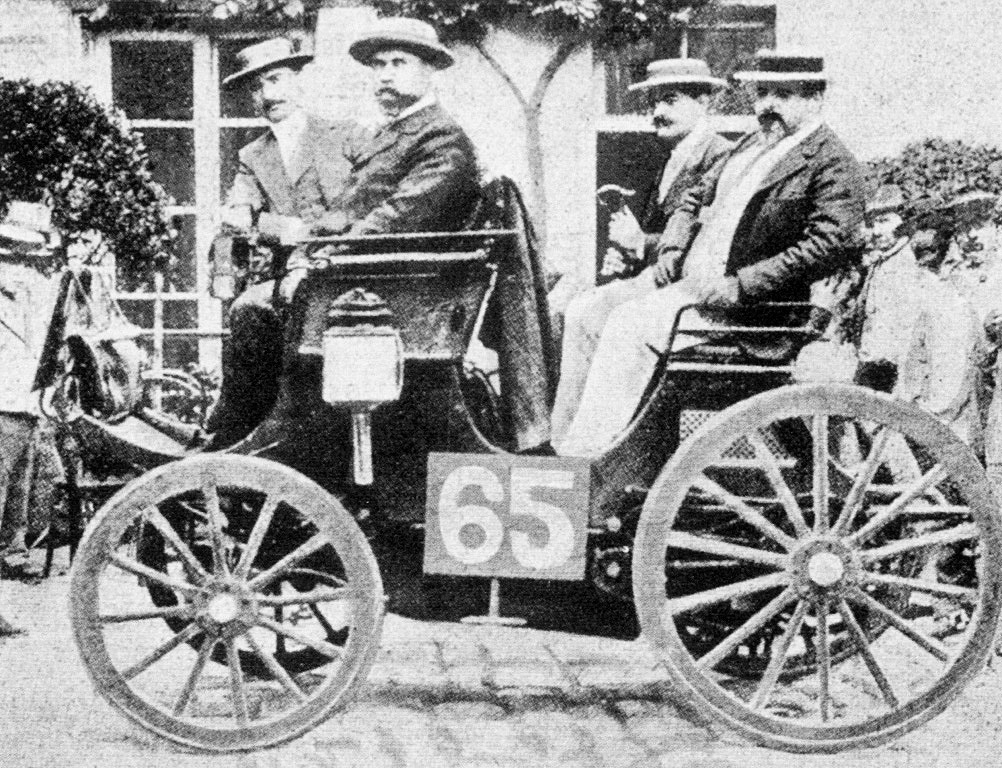
Lemaître (à gauche) au Paris-Rouen (Adolphe Clément-Bayard en passager frontal), en 1894.

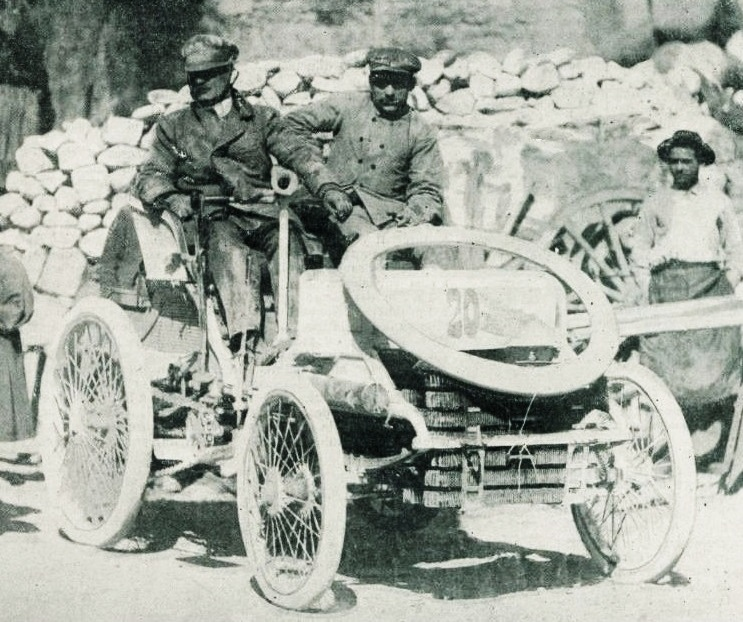
Lemaître, remporte sur Peugeot 17 hp en mars 1899 de Nice-La Castellane-Nice, du mile de Nice, et à La Turbie.

Albert Lemaître (dit aussi Georges Lemaître), né le 5 février 1864 à Ay (Marne) et mort le 27 juillet 1912 à Neuilly-sur-Seine, est un pilote automobile français, communément reconnu comme étant un conducteur unique du seuil du XXe siècle.

## Biographie sous le prénom Albert
Albert Emmanuel Lemaître est le fils aîné de Louis Emmanuel Lemaître, négociant, et de Marie Julie Fabry, sans profession. Né le 5 février 1864 à Ay (Marne) et ayant un frère Georges né le 19 juin 1868, tous deux sont vendeurs de vin de Champagne pour l'exportation à Épernay, et Albert vend sa Peugeot à la fin de l'année 1899. 
Le 7 mai 1906 il assassine son épouse Lucie Duminy à Paris et retourne l'arme du crime contre lui, rue de Miromesnil, puis il est acquitté le 6 septembre de la même année devant la cour d'assise de la Seine,,.

## Biographie sous le prénom Georges
À l'arrêt de la compétition automobile, il repart durant près de deux ans aux États-Unis, après y avoir déjà séjourné quelques années ainsi qu'en Australie, pour s'occuper du lancement des produits d'une marque automobile qu'il y représente grâce à des ouvriers d'origine allemande… en rayonnant autour de New York. Il projette alors d'engager le coureur français Gabriel sur des ovales américains, après sa quatrième place dans la quatrième Coupe Internationale Gordon Bennett de 1903 (sur Mors).
Il devient le codirecteur des champagne Mercier à son retour, étant marié à Blanche Mercier.

## Palmarès prénom Albert
- Le 21 juillet 1894 il termine deuxième à 29 ans de la première course automobile organisée au monde, le Paris-Rouen sur Peugeot Type 7 3hp à pétrole, avant d'être jugé vainqueur officiel, le premier arrivé (comte de Dion, sur véhicule à vapeur avec chauffeur) n'étant pas éligible pour le prix (global de 10 000 francs)[12].
- Le 31 janvier 1897, il finit encore deuxième de Marseille-Nice-La Turbie, sur Peugeot[13].
- Le 21 mars 1899 il gagne Nice-La Castellane-Nice sur Peugeot deux cylindres (19 participants pour 120,7 km)[14].
- Le 23 mars 1899 il remporte l'épreuve du mille de Nice[15]
- Le 24 mars 1899 il devient le second vainqueur de la course de côte Nice-La Turbie, sur la nouvelle Peugeot 17hp[16], toujours lors des Courses de Nice, remportant aussi le Mille en vitesse pure sur la promenade des Anglais à 63 km/h[13].
- Le 6 avril 1899 il remporte Pau-Bayonne-Pau sur Peugeot, en 3 heures et 57 minutes (7 concurrents).

## Palmarès prénom Georges
Sur Peugeot de 1897 à 1899, puis Benz en 1901
- Le 31 janvier 1897 il est second de Marseille-Nice-La Turbie sur un parcours de 240 km sur Peugeot[18].
- Le 15 août 1897 il est troisième du Paris-Trouville (trail de 173,3 km) sur Peugeot.
- Un an plus tard, le 21 août 1898 il est encore troisième du Bordeaux-Biarritz (trail de 292,75 km parcouru en 8 heures et 4 minutes[19]).
- En 1899, il remporte Nice-Castellane-Nice sur Peugeot.
- Le 1er septembre 1899 il termine troisième de Paris-Ostende (323 km) sur Peugeot[20].
- En 1901 (Nice-Salon-Nice, puis Paris-Berlin) et 1902 il court sur Mercedes, terminant ainsi deuxième de la course de côte Nice-La Turbie au début avril 1901 durant les Courses de Nice[21], et le 7 avril 1902 avec sa Mercedes Simplex 40hp en catégorie Véhicules de moins de 1 000 kg[22].